# NASAヤングアテンション
『NASAヤングアテンション』は、YBSラジオで1976年4月3日から1981年頃まで放送していたラジオ番組。

## 概要
YBSラジオの自社制作の若者向けのラジオ番組。山梨の地元企業であるNASA無線の一社提供だった。

## 放送時間
土曜日
- 24:10 - （番組開始期）
- 24:00 - 24:45（番組中期）
- 24:00 - 24:45（番組末期）

## パーソナリティ
- 大塚未歩
- 橋戸恵子
- 北玲子

## コーナー
- ケイコのフォリンインフォメーション - 海外トピックスの紹介
- キャッチングNASAレーダー - リスナーからのはがきによる伝言など
- 北玲子 男への旅

## その他
1980年ラジオたんぱの番組表にも、「毎週土曜日24時 - 「ナサヤングアテンション」出演・高見恭子」の記載がある。